# 그리움은 가슴마다 (1962년 영화)
"그리움은 가슴마다"는 한국에서 제작된 안현철 감독의 1962년 영화이다. 이민 등이 주연으로 출연하였고 지우성 등이 제작에 참여하였다.

## 출연

### 주연
- 이민
- 조미령
- 박종화

## 기타
- 조명: 방한기
- 미술: 박석인